# Uwe Rosenberg
Uwe Rosenberg (Aurich, Baixa Saxònia, 27 de març de 1970) és un dissenyador alemany de jocs de taula moderns. Va començar destacant amb el seu joc de cartes Bohnanza, amb el qual va obtenir notorietat tant al seu país natal com internacionalment. És el creador d'Agrícola, joc de taula d'estil europeu que va ostentar el número u del rànquing de la prestigiosa web de jocs de taula BoardGameGeek des de setembre de 2008 a març de 2010.
Conegut també per la creació d'altres jocs de taula basats en la gestió de recursos com ara Le Havre, Caverna i Ora et labora.

## Biografia
Va néixer a Aurich a la Frísia Oriental i va desenvolupar la seva vida laboral i acadèmica a Dortmund. Entre els anys 1990 i 1997 va compaginar els seus estudis d'estadística amb la seva afició de creació de jocs, que ja realitzava a la seva ciutat natal. On va col·laborar en diversos jocs per correu molt populars a Alemanya. Durant aquests anys va treballar com a dissenyador amb editorials com ara Ravensburguer o Amic, on va crear entre altres el seu primer joc d'èxit anomenat Bohnanza
L'octubre del 1998, amb 28 anys i després d'acabar els seus estudis d'estadística a Dortmund, s'hi va establir com a dissenyador de jocs de taula. Amb prestigi en el sector, i una mica més d'independència creativa, va començar a dissenyar jocs propis amb mecàniques innovadores i una gestió de recursos revolucionària. Tant és així que alguns dels seus treballs posteriors, són considerats com alguns dels millors jocs de taula moderns. Especialment Le Havre, Caverna i especialment Agrícola, Spiel des Jahres del 2008 l'han convertit en tot un referent del sector. L'any 2000 va crer la seva pròpia editorial Lookout Games on ha publicat diverses expansions pel joc Bohnanza, encara que continua col·laborant amb altres editorials.
En 2007 es va casar amb Susanne Balders. Actualment viu i treballa al seu estudi a Gütersloh, Dortmund.

## Jocs
- Bohnanza (1997)
- Babel (2000)
- Agricola (2007)[7]
- Le Havre (2008)
- At the Gates of Loyang (2009)
- Merkator (2010)
- Ora et Labora (2011)
- Agricola: All Creatures Big and Small (2012)
- Le Havre: The Inland Port (2012)
- Caverna (2013)
- Glass Road (2013)
- Patchwork (2014)
- Fields of Arle (2014)
- A Feast for Odin (2016)
- Cottage Garden (2016)